# Glenn O'Shea
Glenn O'Shea (Swan Hill, 14 juni 1989) is een Australisch voormalig wielrenner. Hij vertegenwoordigde zijn land op de Olympische Zomerspelen van 2012. Hij werd getraind door Matthew Gilmore.

## Carrière

### Jeugd
Glenn O'Shea werd geboren in Swan Hill in de Australische staat Victoria, maar groeide op in het naburige Bendigo. De jonge O'Shea begon op zijn achtste met koersen, hij doorliep school aan de St. Liborius Primary School en Bendigo Senior Secondary College.
Als jongeling begon hij als 8-jarige met wielrennen, hij wist zich al snel te tonen, vooral op de baan zoals de meeste van zijn landgenoten. Zo won hij eind 2006 de Scratch op de Oceania Games voor junioren, hier bleef hij Thomas Palmer en Jack Bobridge voor. Begin 2007 werd hij op de nationale jeugdkampioenschappen kampioen in de puntenkoers, en behaalde hij op de kilometer en het omnium een zilveren plak, op de wereldkampioenschappen junioren in het Mexicaanse Aguascalientes behaalde hij samen met Jack Bobridge, Leigh Howard en Travis Meyer goud op de ploegenachtervolging en werd hij samen met Leigh Howard tweede op het onderdeel ploegkoers, ze moesten er enkel het Russische duo Evgeny Kovalev en Alexander Petrovskiy, deze hadden 2 punten meer verzameld. Eerder dat WK klopte hij Myron Simpson en Maurice Calles in het omnium en werd zo wereldkampioen. In 2008 reed O'Shea al grotendeels bij de profs, maar dit weerhield hem er niet van om zich ook op de weg te tonen. Zo werd hij 3de in de tijdrit van de prestigieuze Thuringen- Rundfahrt U23 op 6 seconden van de Fransman Tony Gallopin , en op 13 seconden van winnaar Patrick Gretsch uit Duitsland. Verder dat jaar won hij samen met Leigh Howard de toekomstzesdaagsen (UIV Cup genaamd) van München en Amsterdam. Ook in 2009 behaalde hij weer een mooi resultaat in de Thuringen- Rundfahrt U23, hij werd er 5de in de 3de etappe. In 2011 behaalde hij in zijn laatste jaar als belofte een knappe 7de plek in de Oceanische wegkampioenschap voor beloften. Hij had er 41 seconden achterstand op land-en ploeggenoot Richard Lang.

### Begin
Begin 2007 werd hij op amper 17-jarige leeftijd al Australisch kampioen ploegkoers in de open categorie. Hij reed aan de zijde van Jack Bobridge, op de piste van Melbourne versloegen ze ervaren koppels als Mitch Docker/Cameron Meyer en Leigh Howard/Travis Meyer. Op het einde van dat jaar was de ondertussen 18-jarige O'Shea tijdens de Oceania Games goed op dreef, hij behaalde er de titel in het omnium waar hij specialist Simon van Velthooven achter zich hield, en op de scratch waar hij dan weer Greg Henderson en Cameron Meyer versloeg. Het werd steeds beter duidelijk dat er voor hem een grote toekomst in het verschiet lag.
In 2008 mocht hij voor het eerst deelnemen aan een wereldbeker. In Los Angeles nam hij deel aan zowel de scratch als de madison, hij eindigde er respectievelijk 8ste en 9de. Op de nationale kampioenschappen prolongeerde hij zijn titel in de ploegkoers, maar ditmaal aan de zijde van Leigh Howard, ook in het omnium behaalde hij de nationale titel, en in de ploegenachtervolging kroonde hij zich samen met James Langedyk, Sean Finning en Leigh Howard, als vertegenwoordigers van de South-Australia tot kampioenen in de ploegenachtervolging. Verder dat nationaal kampioenschap werd hij ook nog 3de in de ploegkoers. Tijdens het wegseizoen dat jaar werd hij 2de tijdens de 4de rit in de Tour de Perth, en 2de in de 2de etappe van de Tour of the Murray River. In het nieuwe wereldbekerseizoen behaalde hij tijdens de manche in Melbourne zijn eerste wereldbeker binnen, hij won de puntenkoers. Hierdoor eindigde hij in de eindranking van het seizoen 2008-2009 als 2de achter de Brit Chris Newton.

### Team Jayco-Skins
In 2009  tekende hij zijn eerste contract bij een professionele ploeg. Bij het Australische continentale team Team Jayco-Skins werd hij ploegmaat van onder andere: Luke Davison, Rohan Dennis, Michael Matthews en Adam Semple. Dat jaar begon met goede resultaten. De nog altijd maar 20-jarige O'Shea won dat jaar aan de zijde van Mark Jamieson, Rohan Dennis en Leigh Howard de wereldbeker ploegenachtervolging in Peking. Met die laatste won hij toen ook de ploegkoers. Hierna volgde de nationale kampioenschappen, in de puntenkoers klopte hij Jack Bobridge en Michael Freiberg, ook in de scratch toonde hij zich de beste. Hierna trok hij naar Hasselt waar hij samen met Leigh Howard aan de start verscheen. Ze eindigden er als 4de op 1 ronde van winnaars Kenny De Ketele en Bruno Risi. Later dat jaar reed hij ook met Howard de Zesdaagse van Gent, ditmaal eindigden ze als 7de.
2010 was een stil jaar voor Glenn O'Shea, de reden hiervoor was het feit dat hij getroffen werd door Klierkoorts, hij wist zich enkel te kronen tot Australisch kampioen ploegkoers, ditmaal aan de zijde van Cameron Meyer.
2011 betekende zijn grote doorbraak. Zijn seizoen begon met de nationale kampioenschappen, samen met Rohan Dennis, Damien Howson en Alexander Edmondson won hij er de ploegenachtervolging, in de puntenkoers liet hij zich nipt ringeloren door Luke Durbridge, en in de scratch moest hij zowel Stephen Hall als Scott Law laten voorgaan. Tijdens het wegseizoen boekte hij dat seizoen ook zijn eerste overwinning op de weg, nadat hij al 2de was geworden in de 2de etappe van de Canberra Tour achter Nathan Haas was hij de snelste in de 4de etappe. Hij klopte er in de kopgroep van 7 Steele Von Hoff en Neil Van der Ploeg in de spurt, in het eindklassement eindigde hij er als 5de op 1.30 minuten achter Nathan Haas. In het Kazachse Astana begon eind dat jaar zijn missie om zich te plaatsen voor de olympische spelen van het daaropvolgende jaar. In de ploegenachtervolging moest hij met zijn 3 collega's enkel het kwartet uit Rusland laten voorgaan. In de individuele achtervolging klopte hij Dominique Cornu voor de zege, en samen met Alexander Edmondson won hij ook de manche. Hierna volgde de zesdaagsen van Gent en Zürich. In Gent eindigde aan de zijde van Luke Roberts als 8ste, op maar liefst 8 rondes van Robert Bartko en Kenny De Ketele. Een week later in Zürich moest hij samen met Sylvain Dillier nipt de duimen leggen voor het Zwitsers-Belgisch duo Franco Marvulli/Iljo Keisse.
In 2012 waren de spelen uiteraard het grote doel. Maar hij begon tijdens de wereldbeker van Peking won hij het omnium, dit maakte hem tot grote favoriet voor de wereldkampioenschappen in Melbourne. Hij nam er naast het omnium, ook deel aan de ploegenachtervolging. In dat laatste onderdeel wist hij samen met zijn 3 ploegmakkers een zilveren plak te bemachtigen. 2 dagen later nam hij de gouden medaille op het onderdeel Omnium. Hij presteerde in alle 6 de disciplines zeer constant en bleef zo de Canadees Zachary Bell met 6 punten, en Lasse Norman Hansen uit Denemarken met 7 punten voor. Als voorbereiding op de spelen reed hij een goed wegseizoen, zo werd hij tijdens de tijdrit van de Olympia's Tour 3de, achter Dylan van Baarle en Rohan Dennis, ook won hij de wedstrijd in het West-Vlaamse Westouter. Tijdens de spelen zou O'Shea deelnemen aan de Ploegenachtervolging, samen met Michael Hepburn, Rohan Dennis en Jack Bobridge, en aan het Omnium. In de ploegenachtervolging was enkel Groot-Brittannië 3 seconden te snel, tijdens het omnium presteerde hij te onregelmatig om kans te maken op een medaille, hij eindigde als 5de. Hierna ging hij weer aan de slag op de weg, in de Tour of the Murray River eindigde hij in zowel de 3de als 7de etappe als 3de. Eind 2012 reed hij aan de zijde van Iljo Keisse de zesdaagse van Gent. Het werd een spannende tweestrijd tussen enerzijds O'Shea/Keisse en de wereldkampioenen ploegkoers De Ketele/Van Hoecke. De eindwinst werd pas betwist op de laatste dag: mede door de val in de absolute slotfase van Gijs Van Hocke wonnen Keisse en O'Shea de zesdaagse. Een maand later trad hij net als in 2011 aan tijdens de zesdaagse van Zürich, samen met Silvan Dillier. Ze werden 4de. Na deze zesdaagsen maakte hij bekend dat hij vanaf 2013 zou uitkomen voor het Belgische continentale team An Post-Chainreaction, omdat hij zich meer en meer zou willen toeleggen op het wegwielrennen.

### An Post-Chainreaction

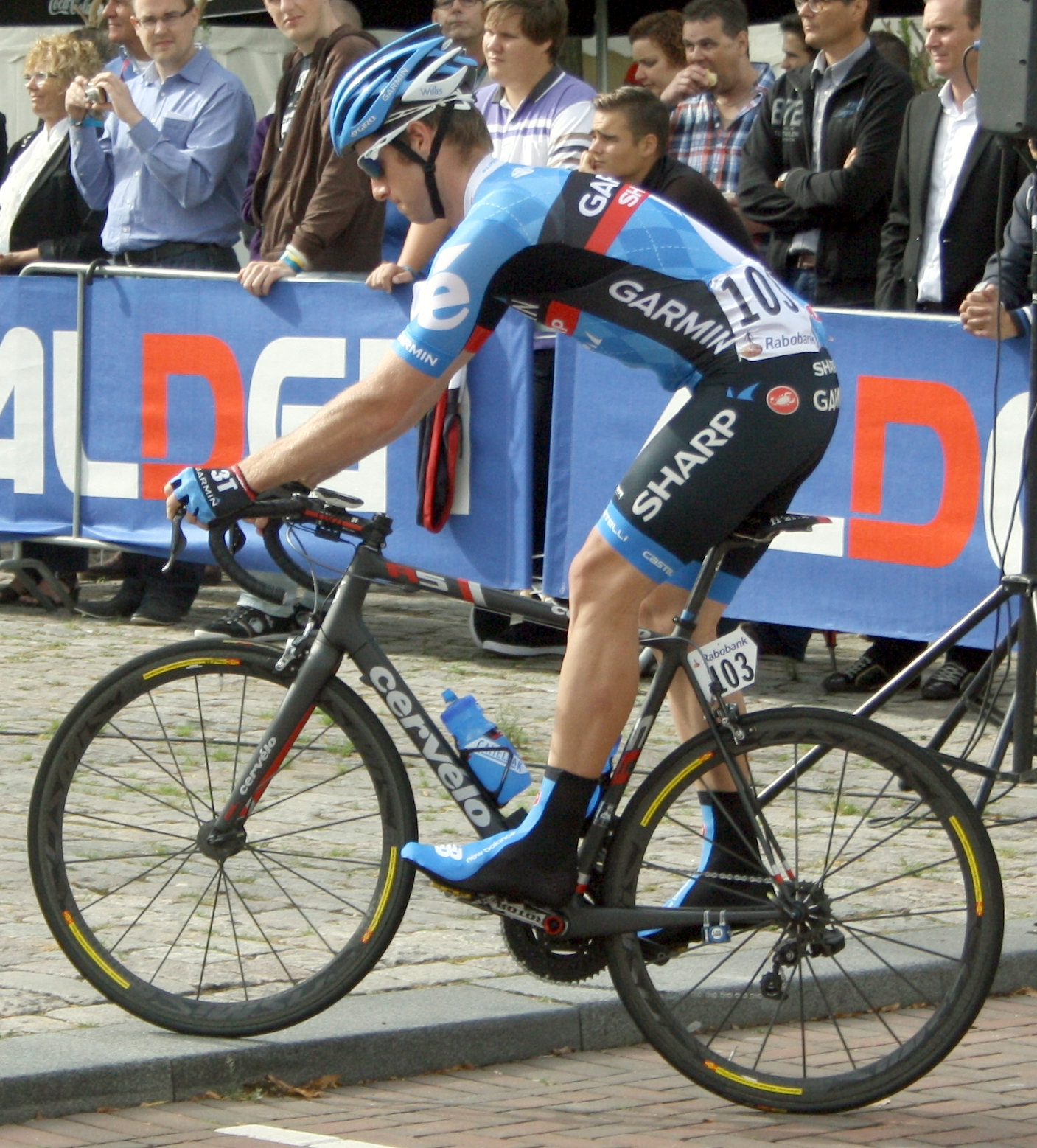
O'Shea als stagiaire bij Garmin-Sharp 2013

Vanaf 2013 kwam hij dus uit voor een nieuwe ploeg, hij reed samen met onder andere Shane Archbold, Sam Bennett en Niko Eeckhout. Hij gaf zijn nieuwe ploeg meteen een mooi welkomstgeschenk. Als voorbereiding op de Wereldkampioenschappen te Minsk werd hij nationaal kampioen in zowel de kilometer als op de ploegenachtervolging. Een maand later behaalde hij op het WK het goud als een van de vier mannen in de ploegenachtervolging. Hij behaalde dit samen met Michael Hepburn, Alexander Edmondson en Alexander Morgan. Later dat WK leek hij na de eerste 3 onderdelen op weg om zijn wereldtitel in het Omnium te verlengen, maar tijdens de individuele achtervolging kende hij mechanische problemen, zo kwam nog twee man over O'Shea. Zijn ploegmaat Aaron Gate pakte uiteindelijk de titel voor de olympische kampioen Lasse Norman Hansen. Samen met Alexander Edmondson reed hij tijdens de laatste dag van het WK ook nog de ploegkoers, hierin werden ze roemloos laatste. Het wegseizoen bracht aanvankelijk niet wat er vooraf was gehoopt, O'Shea gaf vooral veel op in de kleinere Belgische wedstrijden, maar hij maakte een goede evolutie door. Zo werd hij eind mei 6de in de Ronde van Limburg. Een maand later boekte hij zijn eerste zege, tijdens de 3de etappe in de Ronde de l'Oise in het Franse Noyon wist hij alleen over de streep te komen, Mathieu Drujon eindigde op 5 seconden als 2de. Hij werd ook 3de in het eindklassement, op 19 seconden van winnaar Vegard Breen. Door zijn goede prestaties mocht O'Shea vanaf augustus stage lopen bij Team Garmin-Sharp. Bij deze Amerikaanse World Tour ploeg debuteerde hij tijdens de World Ports Classic, hij zou hier als 100 eindigen, op meer dan 14 minuten van eindwinnaar Nikolas Maes. Hij werd uiteindelijk te licht bevonden en zou bij de ploeg geen contract krijgen voor het volgende seizoen. Op het einde van dat jaar dook hij weer op de baanfiets. Om zich te kwalificeren moest hij een wereldbeker rijden. Dit deed hij in het Mexicaanse Aguascalientes, waar hij samen met Mitchell Mulhern, Alexander Morgan en Alexander Edmondson de ploegenachtervolging won. Zelf nam hij ook nog deel aan de kilometer en de scratch.
Ook in 2014 begon zijn seizoen op de piste. Nadat hij zowel in de ploegenachtervolging als de puntenkoers nationaal kampioen geworden was, in de scratch moest hij enkel Scott Law laten voorgaan, nam hij deel aan het WK. Als voorbereiding trad hij als lid van de nationale selectie van Australië aan tijdens de Herald Sun Tour, hij presteerde er goed en werd 8ste in het eindklassement. Hierna volgde het WK, tijdens de eerste dag van het WK won hij samen met zijn ploegmaats Luke Davison, Alexander Edmonson en Mitchell Mulhern de ploegenachtervolging, waarin ze te sterk waren voor de Denen. Later zou hij ook nog deelnemen aan de puntenkoers, scratch en ploegkoers met Alexander Edmonson, dit allemaal zonder succes. De weg was dit seizoen minder belangrijk voor O'Shea, hij wilde vooral schitteren op de Gemenebestspelen. Als ultieme voorbereiding hierop betwistte hij in juli het Omnium in Firenzuola, dit won hij voor Simone Consonni. Op die Gemenebestspelen nam hij deel aan de ploegenachtervolging, puntenkoers en scratch. Samen met zijn ploegmaats van Australië wist hij Groot-Brittannië en Nieuw-Zeeland achter zich te houden. De puntenkoers sloeg tegen, hij eindigde met 68 punten minder dan Thomas Scully. In de scratch moest hij nipt de duimen leggen voor Shane Archbold, hij werd 2de op 2 seconden.

### Team Budget Forklifts
In november 2014 raakte bekend dat O'Shea vanaf het seizoen 2015 terug naar een Australisch team trekt. Bij Team Budget Forklifts kan hij zich weer 100% concentreren op de baan. Zijn eerste belangrijke afspraak was het WK. In tegenstelling tot de vorige jaren zou hij niet aantreden in de ploegkoers, en met het oog op Rio terug deelnemen aan het omnium. Op dat omnium stond hij na dag 1 op plek 5. Dag 2 verliep voorspoediger, en voor aanvang van het laatste onderdeel stond hij op plek 3. In de afsluitende puntenkoers wipte hij nog over Elia Viviani, Fernando Gaviria pakken lukte echter niet meer.
In 2016 nam O'Shea deel aan de Olympische Zomerspelen in Rio. In het omnium eindigde O'Shea op de 7e plaats. Eind 2016 beëindigde hij zijn loopbaan als professioneel wielrenner.

## Palmares

### Baanwielrennen
| Jaar       | AK                                                           | WK                                       | Overige                                                                    |
| Als junior | Als junior                                                   | Als junior                               | Als junior                                                                 |
| ---------- | ------------------------------------------------------------ | ---------------------------------------- | -------------------------------------------------------------------------- |
| 2007       | puntenkoers · omnium 1 km                                    | omnium ploegenachtervolging · ploegkoers |                                                                            |
| Als elite  |                                                              |                                          |                                                                            |
| 2007       | ploegkoers                                                   |                                          | Invercargill: omnium en scratch                                            |
| 2008       | omnium ploegenachtervolging ploegkoers · ploegkoers          |                                          | WB Melbourne: puntenkoers Bendigo: ploegkoers                              |
| 2009       | puntenkoers scratch · ploegenachtervolging                   |                                          | WB Peking: ploegenachtervolging en ploegkoers Bendigo: ploegkoers          |
| 2010       | ploegkoers                                                   |                                          |                                                                            |
| 2011       | ploegenachtervolging · ploegkoers puntenkoers · scratch      |                                          | WB Astana: achtervolging en ploegkoers                                     |
| 2012       | omnium ploegenachtervolging · ploegkoers                     | omnium · ploegenachtervolging            | Olympische spelen: · ploegenachtervolging WB Peking: omnium · 6daagse Gent |
| 2013       | ploegenachtervolging 1 km · ploegkoers                       | ploegenachtervolging · omnium            | WB Aguascalientes: ploegenachtervolging                                    |
| 2014       | ploegenachtervolging puntenkoers · omnium ploegkoers scratch | ploegenachtervolging                     | Gemenebestspelen: · ploegenachtervolging · scratch · Firenzuola: omnium    |
| 2015       | puntenkoers · ploegenachtervolging                           | omnium                                   | WB Camebridge: ploegenachtervolging Londen: puntenkoers                    |
| 2016       |                                                              | omnium                                   |                                                                            |

### Wegwielrennen

#### Overwinningen
2013 - 1 zege
- 2e etappe Ronde de l'Oise

2016 - 1 zege
- 1e etappe Ronde van Midden-Nederland (TTT)

## Ploegen
- 2009 -  Team Jayco-AIS
- 2010 -  Team Jayco-Skins
- 2012 -  Team Jayco-AIS
- 2013 -  An Post-Chainreaction
- 2013 -  Garmin-Sharp (stage vanaf 1/08)
- 2014 -  An Post-Chainreaction
- 2015 -  Team Budget Forklifts
- 2016 -  ONE Pro Cycling